# Pena de morte no Iraque
A pena de morte é uma pena legal no Iraque. Era comumente usada pelo governo de Saddam Hussein; e tem sido desde sua remoção do cargo. Após a invasão do Iraque em 2003, o administrador americano L. Paul Bremer suspendeu a pena de morte em 10 de junho, declarando que "o antigo regime usava certas disposições do código penal como meio de opressão, violando os direitos humanos reconhecidos internacionalmente."
Em 8 de agosto de 2004, a pena de morte foi restabelecida no Iraque. A lei iraquiana afirma que nenhuma pessoa com mais de 70 anos pode ser executada, apesar de pessoas como Tariq Aziz, sentenciado à morte aos 74 anos. Existe um direito automático de apelar em todas essas fases. A lei iraquiana exige execução dentro de 30 dias após o esgotamento de todas as vias legais. A última etapa legal, antes da execução da pena, é que o condenado receba um cartão vermelho. Isso é completado por um funcionário do tribunal com detalhes da sentença e um aviso de que a execução é iminente.
Em setembro de 2005, três assassinos foram as primeiras pessoas a serem executadas desde a restauração. Então, em 9 de março de 2006, um funcionário do Conselho Judicial Supremo do Iraque confirmou que as autoridades iraquianas haviam executado os primeiros insurgentes enforcados. 27 pessoas, incluindo uma mulher, foram executadas pelo governo iraquiano em 6 de setembro de 2006 por crimes graves contra civis. Em 19 de janeiro de 2012, 34 pessoas foram executadas em um único dia. No início de outubro de 2013, 42 pessoas condenadas por acusações de terrorismo foram enforcadas ao longo de dois dias. Até essa data, um total de 132 pessoas havia sido executadas em 2013.
Em julho de 2016, o primeiro-ministro iraquiano Haider Al-Abadi ordenou a execução de todos os terroristas condenados no país após o atentado suicida em um caminhão em Bagdá que matou mais de 250 pessoas em um shopping em Karrada, Bagdá. O Iraque realizou pelo menos 88 execuções em 2016 e pelo menos 125 em 2017. Após a derrota do ISIS em Mosul em 2017, o Iraque julgou e condenou à morte terroristas capturados em grande número.

## Execuções notáveis
Saddam Hussein foi condenado à morte por enforcamento por crimes contra a humanidade em 5 de novembro de 2006 e foi executado em 30 de dezembro de 2006 às aproximadamente 6h00 no horário local. Durante a queda, houve uma rachadura audível indicando que seu pescoço estava quebrado, um exemplo bem-sucedido de um enforcamento.
Por outro lado, Barzan Ibrahim al-Tikriti, chefe do Mukhabarat, agência de segurança de Saddam, e Awad Hamed al-Bandar, ex-juiz supremo, foram executados em 15 de janeiro de 2007, também pelo método de enforcamento, mas Barzan foi decapitado pela corda no final de sua queda, indicando que a queda era muito longa, em relação ao seu peso corporal.
Além disso, o ex-vice-presidente Taha Yassin Ramadan havia sido condenado à prisão perpétua em 5 de novembro de 2006, mas a sentença foi transformada em morte por enforcamento em 12 de fevereiro de 2007. Ele foi o quarto e último homem a ser executado pelos crimes de 1982 contra a humanidade em 20 de março de 2007. Desta vez, a execução ocorreu sem problemas e sem erros ou problemas óbvios.
No julgamento do genocídio de Anfal, o primo de Saddam Ali Hassan al-Majid (também conhecido como Chemical Ali), o ex-ministro da defesa Sultan Hashim Ahmed al-Tay e o ex-vice-presidente Hussein Rashid Mohammed foram condenados a forca por seu papel na Campanha Al-Anfal contra os Curdos em 24 de junho de 2007. Al-Majid foi condenado à morte mais três vezes: uma vez pela supressão de 1991 de uma revolta xiita junto com Abdul-Ghani Abdul Ghafur em 2 de dezembro de 2008; uma vez pela repressão de 1999 ao assassinato do grande aiatolá Mohammad al-Sadr em 2 de março de 2009; e uma vez em 17 de janeiro de 2010 para os gases dos curdos em 1988; ele foi enforcado em 25 de janeiro.
Em 26 de outubro, o principal ministro de Saddam, Tariq Aziz, foi condenado a forca por perseguir membros de partidos políticos xiitas rivais. No entanto, Aziz morreu de ataque cardíaco em 5 de junho de 2015, antes de ser enforcado.
Em 14 de julho de 2011, o sultão Hashim Ahmed al-Tay e dois dos meio-irmãos de Saddam - Sabawi Ibrahim al-Tikriti e Watban Ibrahim al-Tikriti (ambos condenados à morte em 11 de março de 2009 pelo papel nas execuções de 42 comerciantes acusados de manipular os preços dos alimentos) - foram entregues às autoridades iraquianas para execução.